# Sant Miquel de Campmajor
Sant Miquel de Campmajor is een gemeente in de Spaanse provincie Girona in de regio Catalonië met een oppervlakte van 34 km². Sant Miquel de Campmajor telt 226 inwoners (1 januari 2016).

## Demografische ontwikkeling
Bron: INE, 1857-2011: volkstellingen
Opm.: In 1857 werden de gemeenten Briof, Falgóns, Sant Martí de Campmajor en Ventajol aangehecht